# Sportovec roku 1991
Sportovec roku 1991 byl 33. ročník ankety sportovních novinářů o nejlepšího sportovce Československa. Vítězem se stal cyklokrosař Radomír Šimůnek, který se toho roku stal mistrem světa. V kategorii družstev zvítězila československá reprezentace stolních tenistů. Další pořadí v této kategorii nebylo vyhlášeno.

## První desítka jednotlivci
1. Radomír Šimůnek (cyklokros)
2. Václav Chalupa (veslování)
3. Jozef Lohyňa (zápas)
4. Jana Novotná (tenis)
5. Ivan Lendl (tenis)
6. Jaroslav Katriňák (enduro)
7. Robert Změlík (atletika)
8. Jan Železný (atletika)
9. Tomáš Skuhravý (fotbal)
10. Luboš Račanský (sportovní střelba)

## Družstva
1. československá reprezentace stolních tenistů